# Mintho rufiventris
Mintho rufiventris är en tvåvingeart som först beskrevs av Carl Fredrik Fallén 1817.  Mintho rufiventris ingår i släktet Mintho, och familjen parasitflugor. Arten är reproducerande i Sverige.

## Bildgalleri

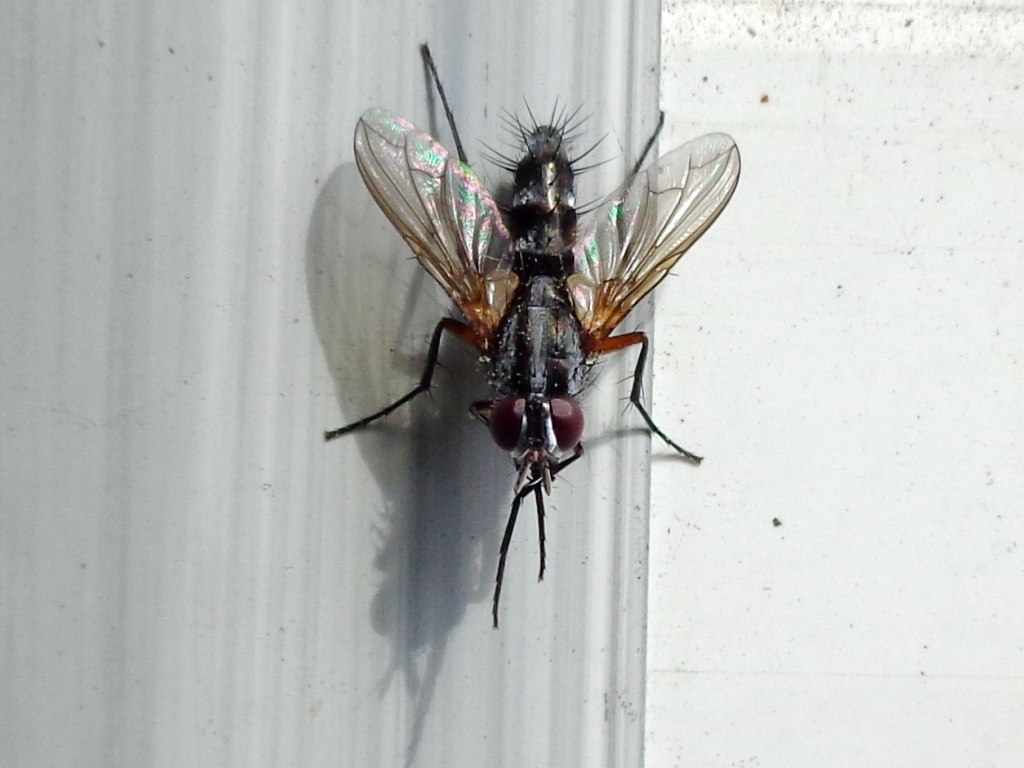
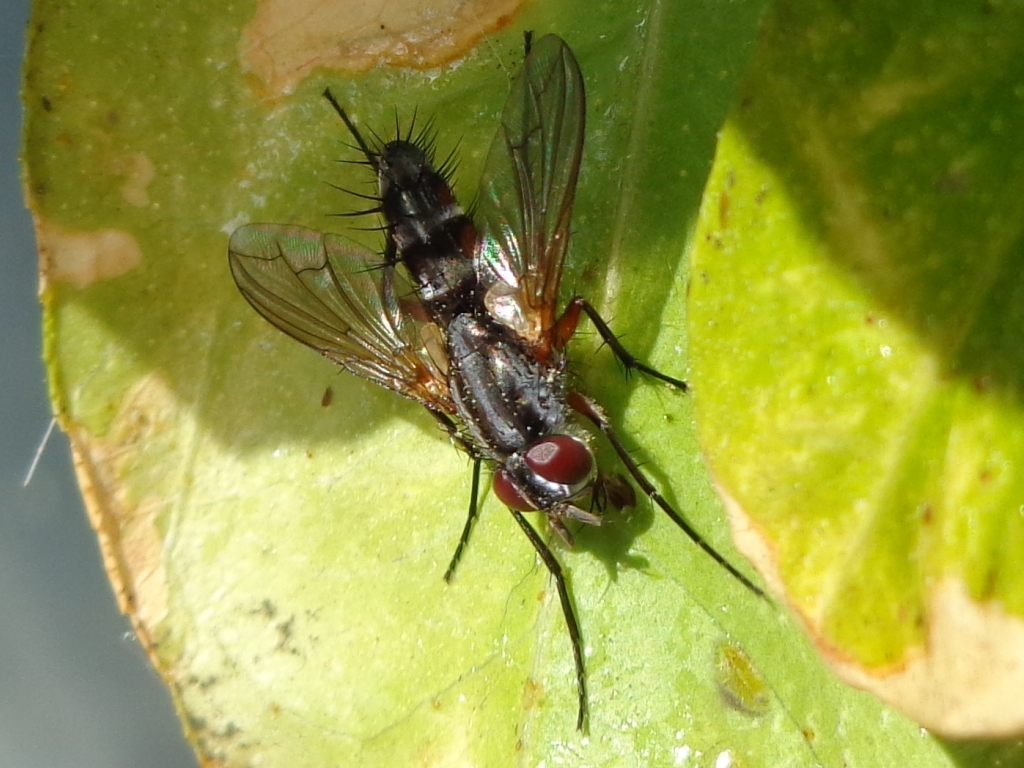
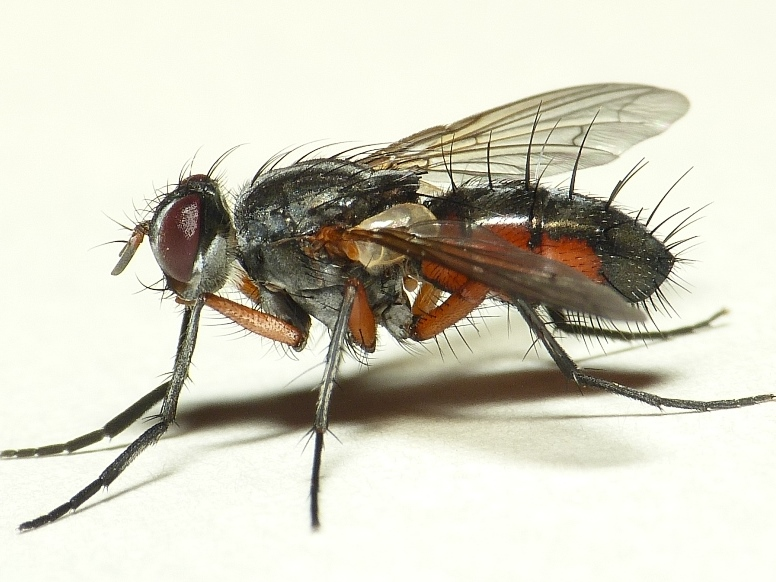
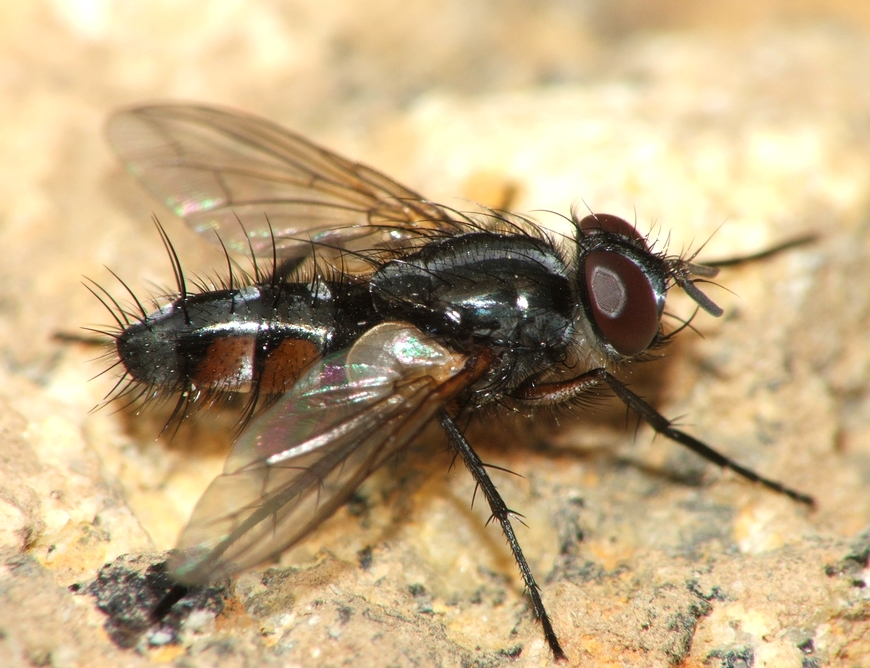